# Canarium haemastoma
Canarium haemastoma is een slakkensoort uit de familie van de Strombidae. De wetenschappelijke naam van de soort werd in 1842 voor het eerst geldig gepubliceerd door George Brettingham Sowerby II.